# Sarah Lagger
Sarah Lagger (* 3. September 1999 in Spittal an der Drau) ist eine österreichische Leichtathletin, die sich auf den Siebenkampf spezialisiert hat.

## Sportliche Laufbahn
2015 stellte Sarah Lagger bei einem Siebenkampf im Kärnten im Alter von 15 Jahren einen neuen U18-Weltrekord auf und qualifizierte sich damit für die Teilnahme an den U18-Weltmeisterschaften in Cali, bei denen sie mit 5992 Punkten die Silbermedaille gewann. Im Jahr darauf gewann sie die Silbermedaille bei den erstmals ausgetragenen U18-Europameisterschaften und musste sich der Ukrainerin Alina Schuch knapp geschlagen geben.
Nur eine Woche später trat sie auch bei den U20-Weltmeisterschaften an und gewann überraschend die Goldmedaille mit neuem österreichischen Juniorenrekord von 5960 Punkten.
Beim Hypomeeting 2017 in Götzis verbesserte sie ihre eigene persönliche Bestmarke auf 6012 Punkte und war damit erst die dritte Österreicherin, die diese Punktemarke übertroffen hat.
Bei den U20-Europameisterschaften in Grosseto gewann sie mit neuer persönlicher Bestmarke von 6083 Punkten die Bronzemedaille.
2018 verbesserte Sarah Lagger ihren eigenen Juniorinnenrekord beim Hympomeeting auf 6156 Punkte und qualifizierte sich damit für die Europameisterschaften in Berlin. Anschließend nahm sie als Titelverteidigerin an den U20-Weltmeisterschaften im finnischen Tampere teil und musste sich dort trotz Steigerung auf 6225 Punkte der Britin Niamh Emerson geschlagen geben. Bei den Europameisterschaften erzielte sie 6058 Punkte und erreichte damit Rang 13. Im Jahr darauf nahm sie an den U23-Europameisterschaften in Gävle teil und gelangte dort mit 6026 Punkten auf den fünften Platz, womit sie erstmals keine Medaille bei Nachwuchsmeisterschaften gewann.
2015 und 2017 wurde Lagger österreichische Meisterin im Weitsprung im Freien sowie 2015 und 2019 auch in der Halle. Zudem wurde sie 2017 und 2018 Staatsmeisterin im Siebenkampf und 2016 im Hallenfünfkampf. 2017 gewann sie auch den Meistertitel mit der 4-mal-100-Meter-Staffel und 2018 den Hallenmeistertitel im Hochsprung. 2020 siegte sie bei den Hallenmeisterschaften im Kugelstoßen und in der 4-mal-200-Meter-Staffel. Nach der Auswertung der IAAF-Weltjahresbestenliste 2018 belegten die drei österreichischen Siebenkämpferinnen Sarah Lagger (6225 Punkte), Verena Mayr (6337 Punkte; Union Ebensee) und Ivona Dadic (6552 Punkte; Union St. Pölten) im weltweiten Nationen-Ranking erstmals Platz 1.
2021 wurde sie bei den U23-Europameisterschaften in Tallinn mit 6040 Punkten Vierte und im Jahr darauf sicherte sie sich den Titel bei den Staatsmeisterschaften in Linz und steigerte sich dort im Fünfkampf auf 4468 Punkte und kurz darauf sicherte sie sich mit 1,77 m den Titel im Hochsprung. Mit dieser Fünfkampf-Leistung bekam Lagger eine Einladung zu den Hallenweltmeisterschaften 2022 in Belgrad, wo sie mit 4391 Punkten den 8. Rang belegte. 2023 wurde sie bei der 3. Liga der Team-Europameisterschaft im Zuge der Europaspiele in Chorzów mit 1,70 m Vierte im Hochsprung und mit 13,43 m Fünfte im Kugelstoßen. Beim Hypomeeting musste sie ihren Wettkampf vorzeitig beenden, startete aber im August bei den Weltmeisterschaften in Budapest und gelangte dort mit 5910 Punkten auf den 17. Platz.
Lagger ist aktive Sportlerin des Heeressportzentrums des Österreichischen Bundesheers. Als Heeressportlerin trägt sie derzeit den Dienstgrad Gefreiter.

## Persönliche Bestleistungen
- Hochsprung: 1,79 m, 29. August 2015 in Wels
  - Hochsprung (Halle): 1,77 m, 18. Februar 2018 in Wels
- Weitsprung: 6,31 m (+0,6 m/s), 8. August 2015 in Kapfenberg
  - Weitsprung (Halle): 6,18 m 16. Februar 2019 in Wien
- Kugelstoßen: 15,23 m, 11. Juli 2019 in Gävle
  - Kugelstoßen (Halle): 14,98 m, 22. Februar 2020 in Linz
- Siebenkampf: 6225 Punkte, 13. Juli 2018 in Tampere (Österreichischer Juniorinnenrekord)
  - Fünfkampf (Halle): 4372 Punkte, 3. Februar 2019 in Linz